# Västerviks landsfiskalsdistrikt
Västerviks landsfiskalsdistrikt var 1918–1964 ett landsfiskalsdistrikt i Kalmar län, bildat som Gamleby landsfiskalsdistrikt när Sveriges indelning i landsfiskalsdistrikt trädde i kraft den 1 januari 1918, enligt beslut den 7 september 1917. När Sveriges nya indelning i landsfiskalsdistrikt trädde i kraft den 1 januari 1952 (enligt kungörelsen 1 juni 1951) ändrades distriktets namn till Södra Tjusts landsfiskalsdistrikt samtidigt som det upplösta Hjorteds landsfiskalsdistrikts område inkorporerades. Den 1 juli 1962 (enligt kungörelse den 28 juni 1962) ändrades distriktets namn till Västerviks landsfiskalsdistrikt. Den 1 januari 1965 avskaffades i Sverige samtliga landsfiskaler och landsfiskalsdistrikt, och deras arbetsuppgifter delades upp på de nyskapade indelningarna polisdistrikt, åklagardistrikt och kronofogdedistrikt.
Landsfiskalsdistriktet låg under länsstyrelsen i Kalmar län.

## Ingående områden
När Sveriges nya indelning i landsfiskalsdistrikt trädde i kraft den 1 oktober 1941 (enligt kungörelsen den 28 juni 1941) tillfördes kommunerna Lofta och Loftahammar från det upplösta Lofta landsfiskalsdistrikt. Samtidigt överfördes kommunerna Blackstads landskommun och Locknevi landskommun till Hjorteds landsfiskalsdistrikt. När Sveriges nya indelning i landsfiskalsdistrikt trädde i kraft den 1 januari 1952 (enligt kungörelsen 1 juni 1951) ändrades indelningen av distriktets ingående områden. Den 1 juli 1961 införlivades Västerviks stad i distriktet i utsökningshänseende. Ett år senare, den 1 juli 1962, införlivades Västervik i sin helhet i distriktet.

### Från 1918
Södra Tjusts härad:
- Blackstads landskommun
- Gamleby landskommun
- Hallingebergs landskommun
- Locknevi landskommun
- Odensvi landskommun

### Från 1 oktober 1941
Norra Tjusts härad:
- Lofta landskommun
- Loftahammars landskommun

Södra Tjusts härad:
- Gamleby landskommun
- Hallingebergs landskommun
- Odensvi landskommun

### Från 1 januari 1952
- Gamleby landskommun
- Gladhammars landskommun
- Hallingebergs landskommun
- Hjorteds landskommun
- Locknevi landskommun

### Från 1 juli 1961
- Gamleby landskommun
- Gladhammars landskommun
- Hallingebergs landskommun
- Hjorteds landskommun
- Locknevi landskommun
- Västerviks stad (endast i utsökningshänseende)[6]

### Från 1 juli 1962
- Gamleby landskommun
- Gladhammars landskommun
- Hallingebergs landskommun
- Hjorteds landskommun
- Locknevi landskommun
- Västerviks stad